# Nikolay Belov
Nikolay Belov (né le 23 novembre 1919 et mort en 1987) est un lutteur soviétique spécialiste de la lutte gréco-romaine. Il participe aux Jeux olympiques d'été de 1952 dans la catégorie des poids moyens (73-79 kg). Il y remporte la médaille de bronze.

## Biographie
Nikolay Belov meurt le 14 octobre 1987 et est enterré à côté de sa femme au cimetière Mitinsky à Moscou.

## Palmarès

### Jeux olympiques
- Jeux olympiques de 1952 à Helsinki,  Finlande
  -  Médaille de bronze.